# Fontana del Babuino

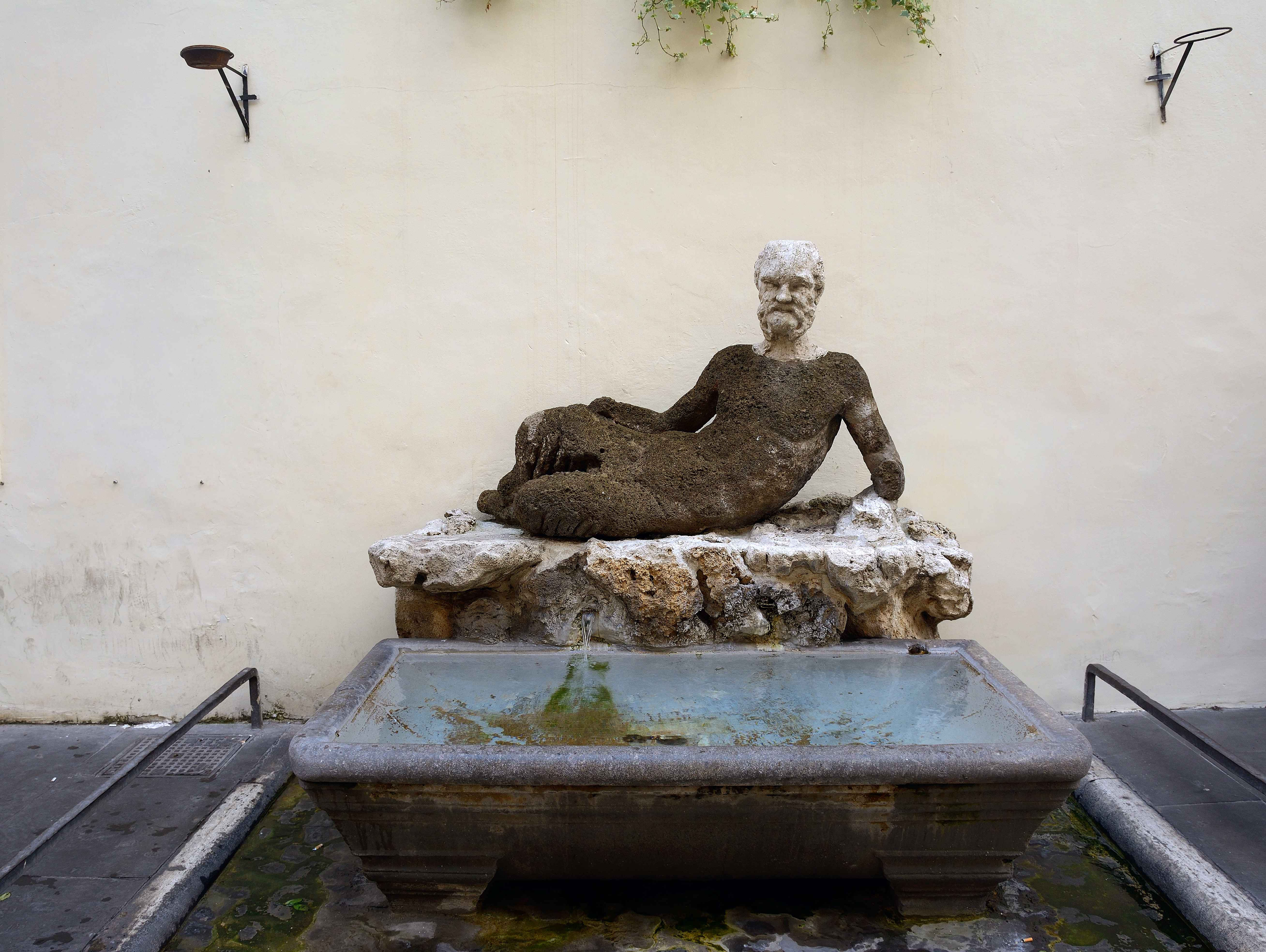
Il Babbuino

Il Babuino (em romanesco: Il Babbuino; em italiano:  Il Babuino – "Babuíno") é uma das estátuas falantes de Roma, na Itália. A fonte está localizada ao lado da igreja Sant'Atanasio dei Greci, na via del Babuino, no rione Campo Marzio.

## História
Esta estátua é uma antiga representação de Sileno reclinado, um personagem da mitologia romana que era meio-homem e meio-bode. Em 1581, Patrizio Grandi, um rico comerciante, construiu uma fonte pública na antiga via Paolina e a decorou com esta estátua. De acordo com o costume iniciado pelo papa Pio V, ele obteve água gratuita para sua casa e seus campos em troca. O povo rapidamente batizou a estátua de "babuino" por considerá-la feia e deformada, como um macaco, e a rua passou a ser chamada de "via del Babuino", nome que finalmente acabou se oficializando. Depois de se mudar para vários lugares por toda Roma, incluindo o Palazzo Boncompagni Cerasi, ela foi devolvida ao lugar original em 1957.

## Comentários e grafitos políticos

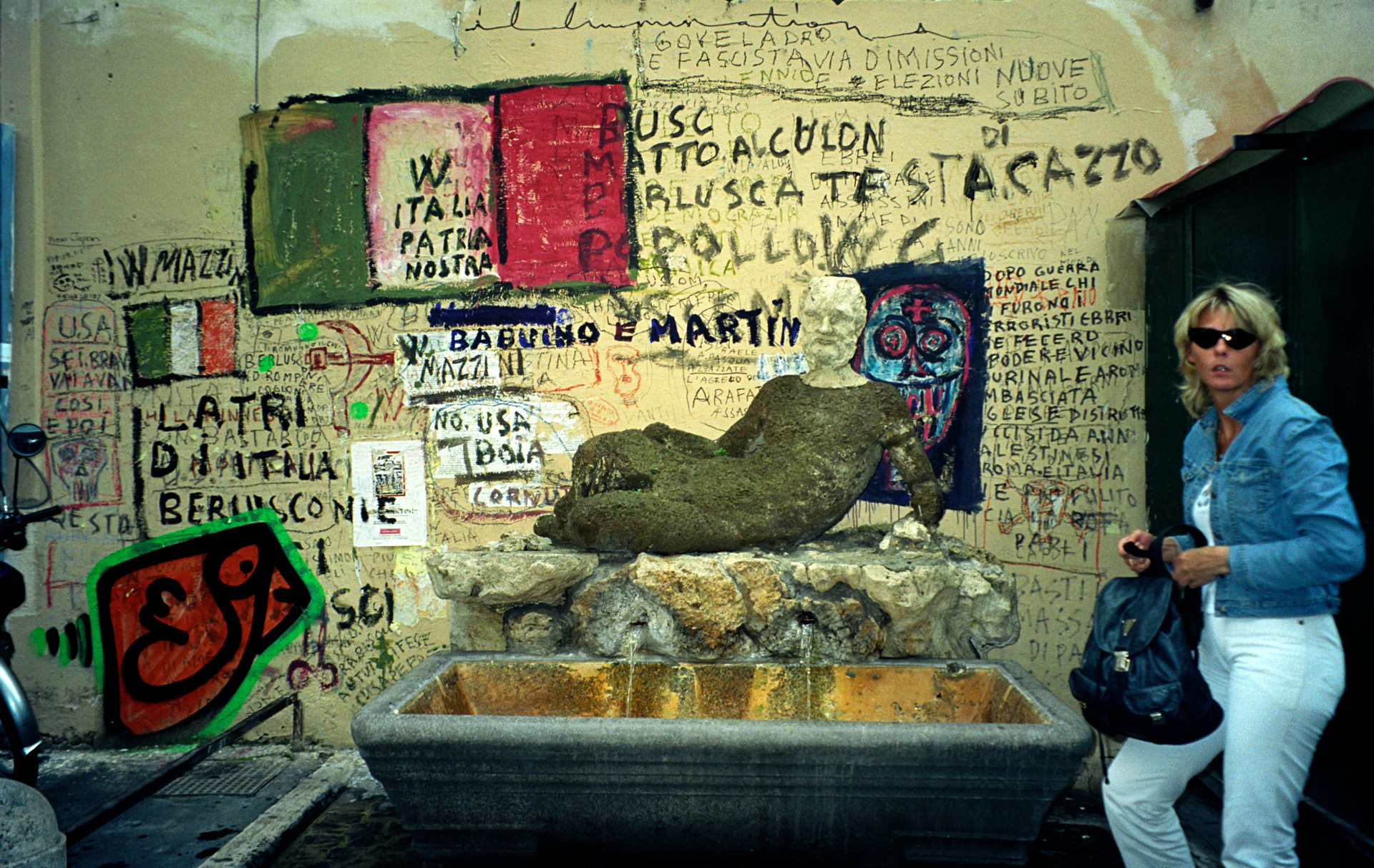
Foto antiga (2002), quando a área ainda estava repleta de pichações.

Pasquinadas — inscrições satíricas irreverentes sobre figuras públicas — eram e ainda são postadas ao lado das "estátuas falantes" de Roma desde o século XVI. O nome é uma referência à mais famosa delas, o Pasquino.
A tradição continua nos dias de hoje na forma de grafitos, que são tantos a ponto de a fonte ser considerada uma mácula ao invés de uma obra de arte nesta rica rua de comércio. Atualmente, a parede perto da estátua foi pintada com tinta anti-vandalismo para impedir novas pichações.